# Великокомаровка
Великокомаровка (укр. Великокомарівка) — село, относится к Великомихайловскому району Одесской области Украины.
Население по переписи 2001 года составляло 1278 человек. Почтовый индекс — 67114. Телефонный код — 8-04859. Занимает площадь 2,28 км². Код КОАТУУ — 5121680501.

## История
Лютеранско-реформатское село Кассель основано в 1810 году. Основатели — 99 немецких семей из Вюртемберга, Пфальца, Эльзаса, Франконии, Венгрии, Польши, Бадена.
В 1945 году Указом ПВС УССР село Кассель переименовано в Велико-Комаровку.

## Местный совет
67114, Одесская обл., Великомихайловский р-н, с. Великокомаровка, ул. Ленина, 5